# هربرت جيبسون
هربرت جيبسون (بالإنجليزية: Herbert Gibson)‏ هو سياسي بريطاني (وحمل سابقاً جنسية المملكة المتحدة لبريطانيا العظمى وأيرلندا)، ولد في 22 فبراير 1896، وتوفي في 27 مارس 1954. حزبياً، نشط في حزب العمال. في الانتخابات العامة في المملكة المتحدة 1929 ‏، انتخب عضو برلمان المملكة المتحدة الـ35 عن دائرة Mossley (UK Parliament constituency) ‏ (30 مايو 1929 – 7 أكتوبر 1931).